# تنش جنسی

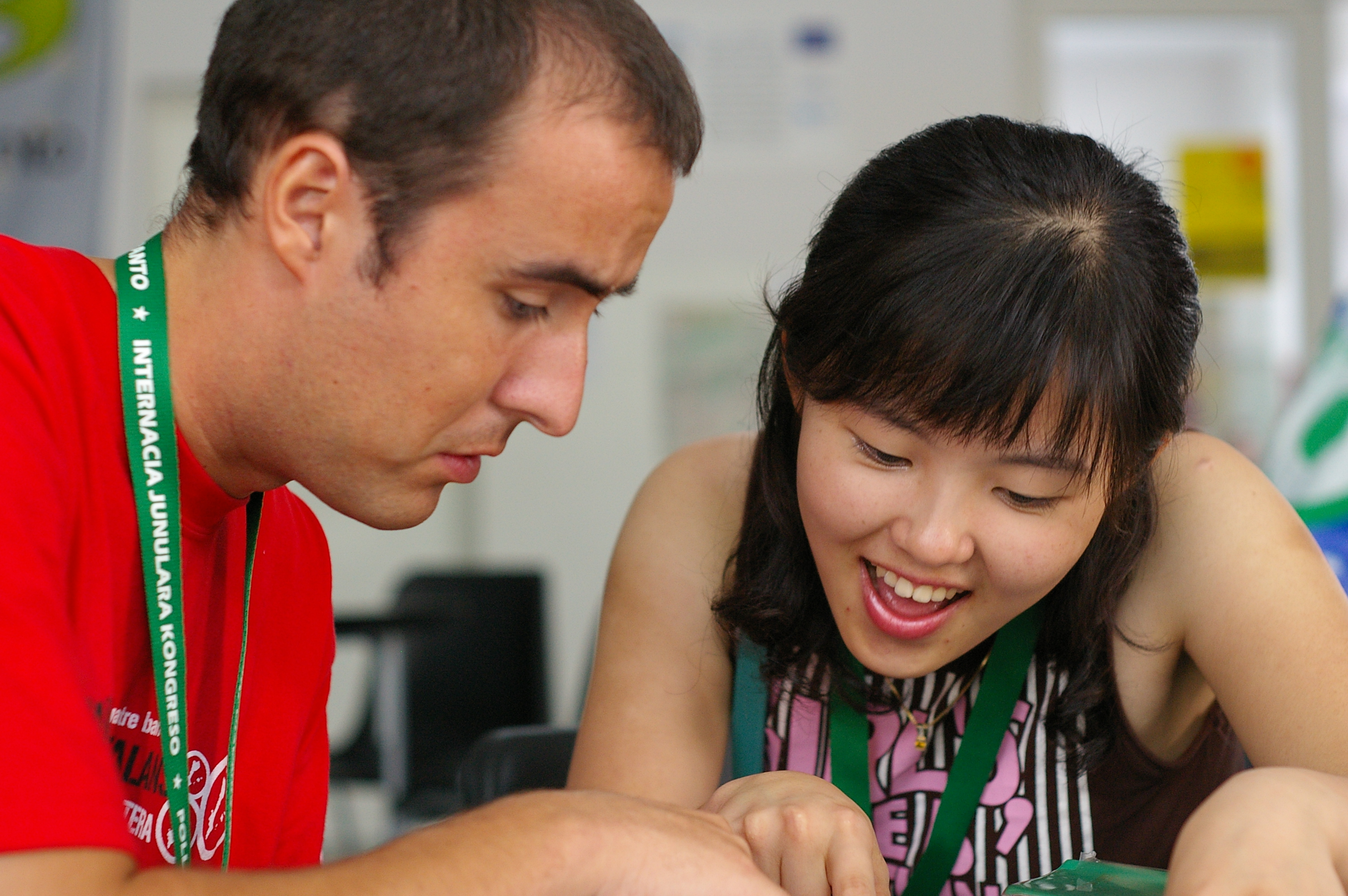
شرکت‌کنندگان در شصت و یکمین کنگره بین‌المللی جوانان اسپرانتو (۲۰۰۵) که با هدف ترویج گفت‌وگوی بین‌فردی و بین فرهنگی و استفاده از این زبان میانجی برای ایجاد ارتباط صلح‌آمیز برگزار میشد.

تنش یا فشار جنسی یک پدیده اجتماعی است و زمانی به وجود می‌آید که دو تن با یکدیگر در ارتباط باشند و یکی یا هردویشان به طرف مقابل میل جنسی داشته باشند اما یا اصلاً نتوانند با یکدیگر برای نخستین بار، تجربه رابطه جنسی داشته باشند یا این تجربه خیلی دیر بین‌شان اتفاق بیفتد. یک نمونه رایج، مثال دو همکار یا دو دوست است که ممکن است با هم در یک گروه یا محل کار در ارتباط بین فردی باشند و به یکدیگر از نظر جنسی کشش داشته باشند اما برای دوری از ننگ اجتماعی یا هر عامل دیگر، نتوانند به وصال جنسی یکدیگر برسند. نمونه دیگر حالتی است که در آن دو تن‌تنها از نظر جسمی و نه عاطفی با یکدیگر رابطه دارند.
همچنین فشار جنسی ممکن است زمانی به وجود بیاید که دو تن در گذشته با یکدیگر آمیزش جنسی کرده باشند و هم‌اکنون نیز به یکدیگر کشش جنسی داشته باشند، اما از ترس از دست دادن موقعیت اجتماعی کنونی‌شان یا برای حفظ رابطه‌شان با شریک کنونی‌شان نتوانند دوباره با یکدیگر آمیزش کنند. همچنین فشار یا تنش جنسی در میان افرادی که از راه دور با یکدیگر آشنا شده و رابطه برقرار می‌کنند مشاهده می‌شود.
جالب است که تنش جنسی حتی در روابطی که دو تن با یکدیگر لاس می‌زنند اما وجود هر گونه کشش نسبت به یکدیگر را چه در حضور طرف مقابل و چه در حضور دیگران انکار می‌کنند، نیز وجود دارد. این در حالی است که برای دیگران این فشار یا تنش کاملاً قابل ملاحظه است. می‌توان گفت که اغلب وقتی افراد تسلیم این تنش جنسی شده و با یکدیگر سکس می‌کنند، چنانچه حد و مرزی برای رابطه‌ای که برقرار می‌کنند، قائل نشوند، رابطه‌شان وارد یک مرحله عجیب و پیچیده می‌شود و با رابطه‌ای که پیش از انجام سکس بین‌شان وجود داشت، کاملاً متفاوت می‌گردد.
تنش جنسی معمولاً یک ویژگی شخصیت‌ها و پی‌رنگ داستان‌ها در ادبیات داستانی به‌شمار می‌آید. این اشتیاق عموماً در ارتباط عاشقانه و به‌ویژه زمانی که دو شخصیت در جایی تنها می‌شوند و از نظر جسمی به هم نزدیک، خود را نشان می‌دهد؛ البته در لفافه و نه به صورت آشکارا. حالت دیگر زمانی است که این اشتیاق و کشش در میان دو شخصیت در طول قصه شکل می‌گیرد و چنانچه با مهارت پرورانده شود، مخاطب به خوبی پی به وجود آن خواهد برد.